# František Halas

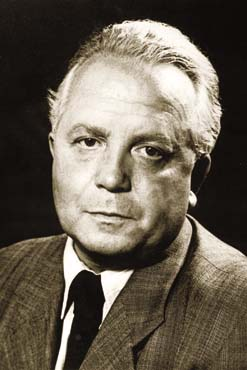
František Halas

František Halas (* 3. Oktober 1901 in Brünn, Österreich-Ungarn; † 27. Oktober 1949 in Prag) war ein tschechischer Dichter.

## Leben

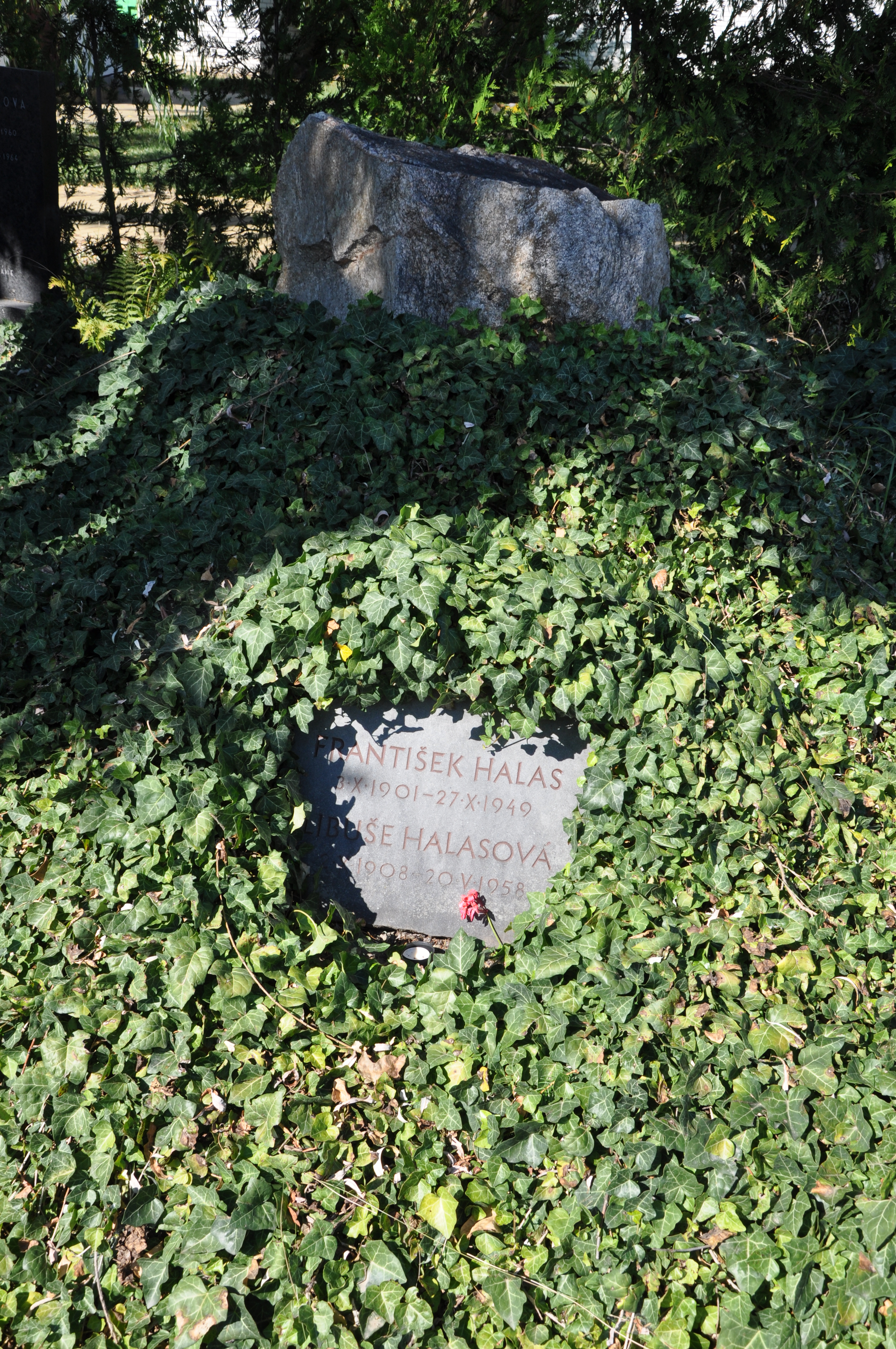
Halas’ Grab in Kunštát

Seine Jugend war fest verbunden mit seiner Heimatstadt, der mährischen Hauptstadt Brno. Sein Vater war einer der führenden Arbeiterfunktionäre und gelegentlicher Literat. In den Jahren 1916–1919 absolvierte er eine Lehre als Buchhändler. Er organisierte die kommunistische Jugend und schrieb für die Tageszeitung Rovnost (Gleichheit). Zusammen mit Bedřich Václavek gründete er eine Filiale des Prager Devětsil, beteiligte sich am Manifest der proletarischen Kunst von Jiří Wolker und seine poetischen Werke standen unter dem starken Einfluss des Karel-Teige-Programms.
Auf der anderen Seite begeisterten ihn die expressionistische Poesie des Georg Trakl und die Publikationen des christlichen Verlages Gutes Werk (Dobré dílo) von Josef Florian. Er arbeitete seit dem Frühjahr 1926 beim Verlag Orbis und war mit Jaroslav Seifert, Vítězslav Nezval, Vladimír Holan und dem katholischen Dichter Jan Zahradníček befreundet, dem er seine Sammlung Das Gesicht (Tvář, 1931) widmete.
Von 1936 bis 1942 redigierte er eine Edition neuer Autoren im Verlag Václav Petr. Er nahm auch an dem Widerstandskampf der Schriftsteller teil und musste sich gegen Ende des Krieges verstecken. Nach dem Krieg wurde er politisch tätig und Vorsitzender des Syndikats tschechoslowakischer Schriftsteller und Abgeordneter im vorläufigen Parlament. Er arbeitete im Ministerium für Information. Gleichzeitig war er mit seinem Vater Gegner der KSČ, welches ihm seine linken Mitgenossen nie verziehen haben. Er weigerte sich nach der kommunistischen Machtübernahme 1948 dem prostaatlichen Verband tschechoslowakischer Schriftsteller beizutreten.
Er war der Vater des Kirchenhistorikers und Diplomaten František X. Halas.

## Werk
František Halas gehört zu den bedeutendsten tschechischen Dichtern des 20. Jahrhunderts. Seine poetischen Werke, er gehörte zu den Vertretern des Poetismus, befassen sich mit den Geheimnissen und dem Sinn der menschlichen Existenz. Sie sind geprägt von tiefer Skepsis und Desillusion, verbunden mit der Suche nach der moralischen Ordnung.
Sein erstes Buch Tintenfisch (Sépie, 1927) entspricht noch dem poetischen Geist der Sinnlichkeit und Phantasie, aber er beginnt bereits nach der Suche der sittlichen Ordnung. Es fand eine große Anerkennung bei F. X. Šalda. Das Loslassen vom avantgardistischen Kanon wird noch deutlicher in seiner Sammlung Der Hahn verscheucht die Finsternis (Kohout plaší smrt, 1930), in der die ersten Motive über den Untergang, das Leiden, das Verderben, die Verwesung und vor allem des Todes zum Vorschein kommen, die jedoch nicht das Ende eines Lebens markieren, sondern auch den Beginn eines neuen. Sein Nächstes Werk Das Gesicht (Tvář, 1931), ist im Gegensatz zu den beiden vorherigen Bücher wesentlich melodiöser. Das Litanei-Gedicht Alte Frauen (Staré ženy, 1935), löste bei den Linken, die seine Anhänger waren, leidenschaftliche Diskussion aus. Im Gedicht verbindet sich die Stärke mit monumentaler Tragödie.
In der Sammlung Sperrangelweit offen (Dokořán, 1936) beschäftigt er sich mit der schwierigen politischen Situation in Deutschland (Machtübernahme durch die Nationalsozialisten) und ruft zum Kampf auf den Barrikaden auf. Die Sammlung Torso der Hoffnung (Torzo naděje, 1938) beinhaltet Gedichte, die unter dem Einfluss der Prager Ereignisse 1938 (Mobilisation, Vorkriegsangst) entstanden sind und wohl zu den bedeutendsten Texten gehören. 1940 erschien ein prosaistisches Gedicht Ich kehre dorthin zurück (Já se tam vrátím), in der er seine Landschaft entdeckt (er lebte seit 1938 in Kunštát) und der Gedichtzyklus Unsere Frau Božena Němcová (Naše paní Božena Němcová), der zu den Werken gehört, die auf die Fundamente der böhmischen Kultur verweisen. Das gilt auch für die Sammlung Einstimmen (Ladění, 1942) mit nicht nur reflektierender, sondern auch politischer Lyrik. Seine letzte Sammlung Und was (A co) beendete er nicht. Sie erregte bei ihrem Erscheinen im Jahr 1957, von Ludvík Kundera herausgegeben, beträchtliches Aufsehen, denn sie enthält Gedichte, die Halas während seiner Tätigkeit als politischer Funktionär in der Nachkriegszeit nur gelegentlich oder gleich gar nicht veröffentlichte. Thematisch zeigt sich in ihnen seine tiefe Skepsis gegenüber der politischen Entwicklung in der Tschechoslowakei nach 1948. In ihrer poetischen Tiefe und in der Radikalität des Ausdrucks zählen sie zu den Höhepunkten der modernen tschechischen Poesie.
Zwischen 1968 und 2001 erschien eine sechs Bände umfassende Werkausgabe, von Ludvík Kundera und den Söhnen von Halas, F. X. und Jan Halas, herausgegeben und mit Kommentaren versehen.
Seine Kinderbücher wurden durch den Zeichner Ota Janeček illustriert.

## In deutscher Sprache publiziert
- Die alten Frauen. Übersetzung Paul Eisner. Prag : Fr. Borový, 1936
- Das politische Vermächtnis des Dichters Frantisek Halas, Rudl (1952)
- Kinderparadies, Gedichte für die Kleine, übersetzt von Erich Bertleff, illustriert von Ota Janeček, Dausien, Hanau 1960, DNB 451777123.
- Poesie, übersetzt von Peter Demetz, Suhrkamp, Frankfurt am Main 1965.
- Der Hahn verscheucht die Finsternis (tschechisch: Kohout plaší smrt), übersetzt von Karl-Heinz Jähn, Verlag Volk und Welt (1970)
- Und der Dichter? (tschechisch: A co básník), übersetzt von Manfred Peter Hein, Zwiebelzwerg Verlag (1979)
- Die alten Frauen, übersetzt von Peter Demetz, Peter Ludewig, Berlin 1999, DNB 960523413.
- J. Čapek. Ein Gedicht, drei Erinnerungstexte und ein Brief von Halas über Josef Čapek übersetzt von Peter Ludewig, Karl-Heinz Jähn und Ludvík Kundera. Ludewig, München 2001, ISBN 3-980585-19-0.
- Töt ich den Schatten der krächzt, Ausgewählt von Antonín Brousek, übersetzt von ֲֲֲֲֲֲManfred Peter Hein, mit einem Essay von Ludvík Kundera, Liebe, Weilerswist 2011, ISBN 978-3-941037-77-9.